# Беаде
Беаде (гал. Beade, ісп. Beade) — муніципалітет в Іспанії, у складі автономної спільноти Галісія, у провінції Оренсе. Населення — 521 осіб (2009).
Муніципалітет розташований на відстані близько 430 км на північний захід від Мадрида, 23 км на захід від Оренсе.
Муніципалітет складається з таких паррокій: Беаде, Ас-Регадас.

## Демографія
Динаміка населення (INE ):

## Галерея зображень

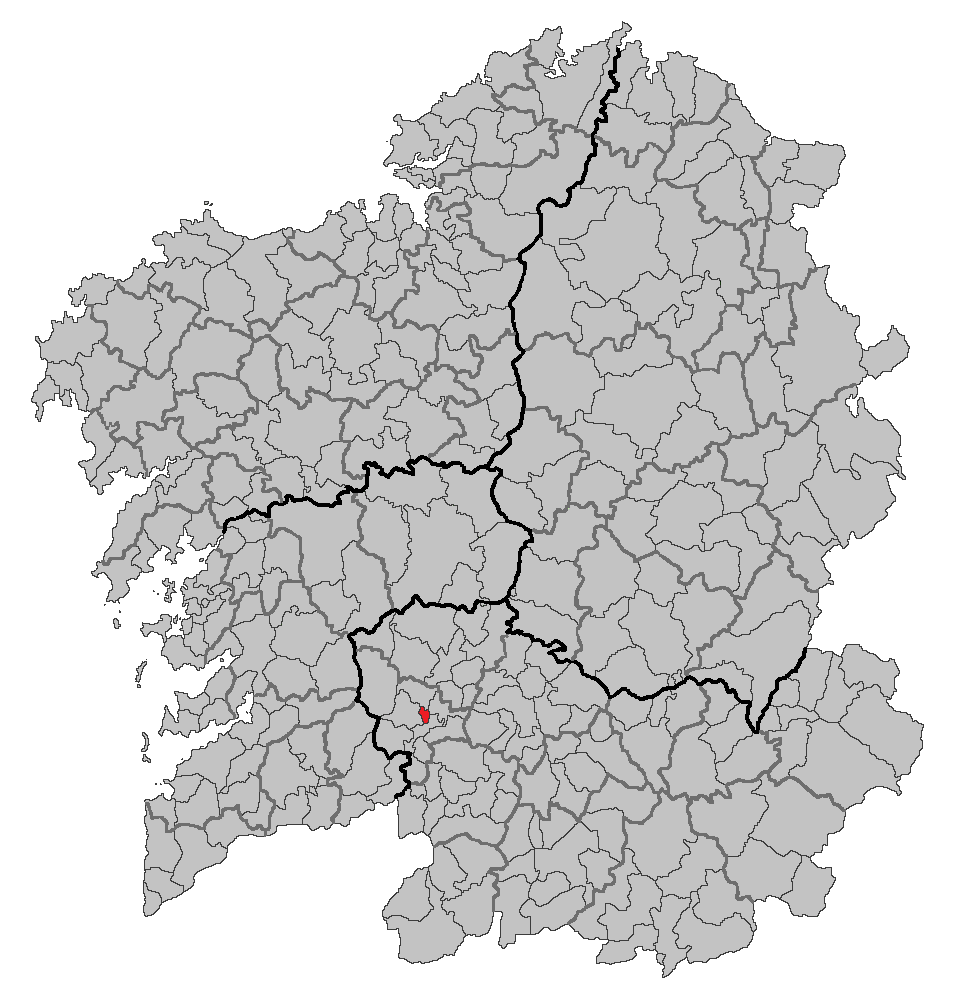
Розташування муніципалітету